# باشگاه ورزشی المحرق
باشگاه ورزشی المحرق (به عربی: نادی المحرق الریاضی) یک باشگاه ورزشی در شهر محرق و در کشور بحرین می‌باشد که تیم فوتبال آن در لیگ برتر فوتبال بحرین بازی می‌کند.
این باشگاه در سال ۱۹۲۸ تأسیس شده‌است و در رشته‌های ورزشی فوتبال، بسکتبال و والیبال دارای تیم می‌باشد. باشگاه المحرق ۳۴ بار قهرمان لیگ بحرین شده‌است.
باشگاه المحرق در سال ۱۹۹۱ با شکست برابر پرسپولیس به مقام نایب قهرمانی جام برندگان جام آسیا دست یافت.
همچنین این باشگاه در سالهای ۲۰۰۸ و ۲۰۲۱ به مقام قهرمانی و در سال ۲۰۰۶ به مقام نایب قهرمانی در مسابقات لیگ قهرمانان آسیا ۲ رسیده‌است.

## مربیان پیشین
- آلفردو کاسیمیرو
- زوران جورجویچ

## عملکرد در مسابقات AFC
- لیگ قهرمانان آسیا ۲

۲۰۰۶: نایب قهرمان
۲۰۰۸: قهرمان
۲۰۲۱: قهرمان
- جام برندگان جام آسیا

۹۱–۱۹۹۰: نایب قهرمان